# كليمينت شانتوم

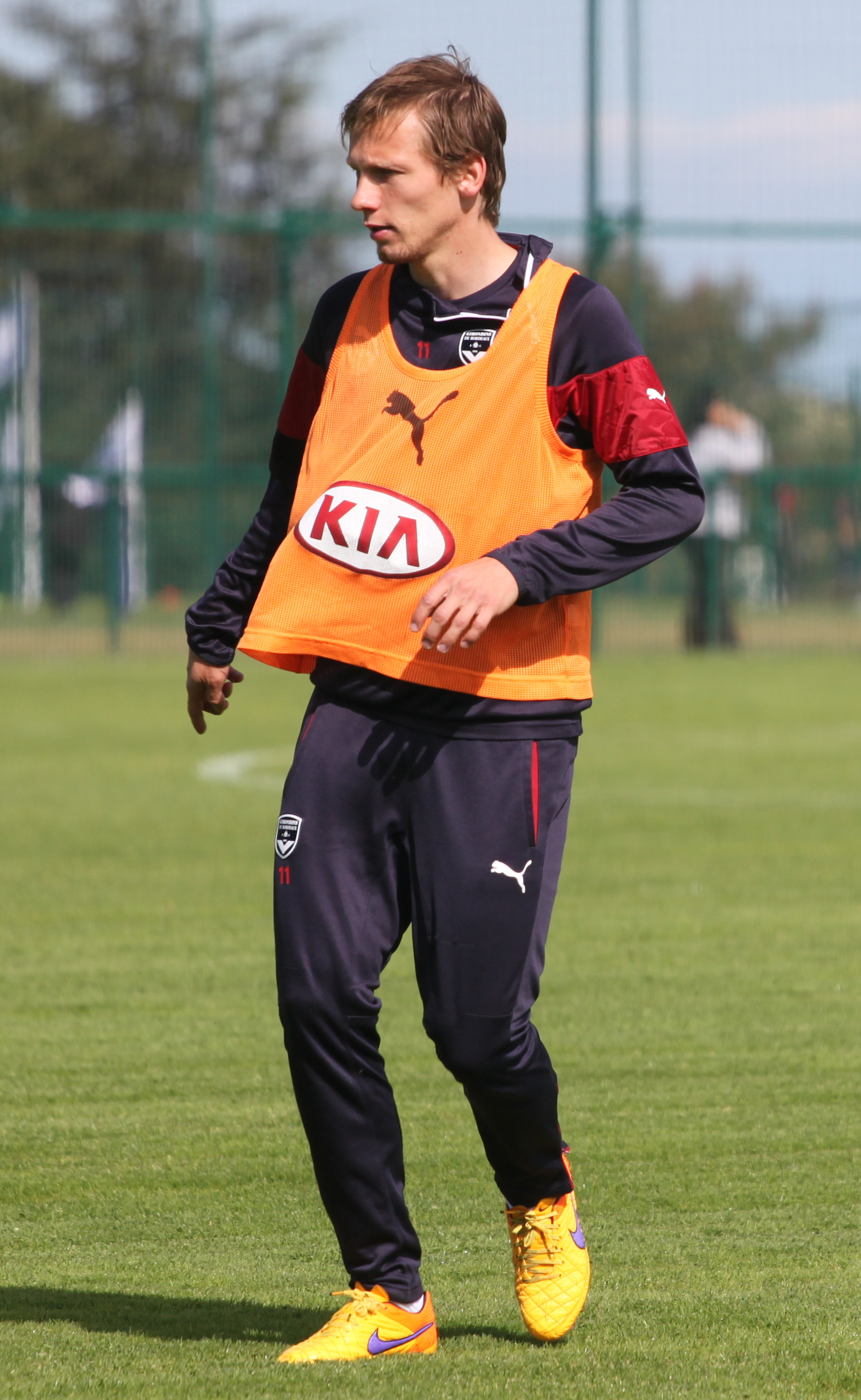

كليمينت شانتوم (بالفرنسية: Clément Chantôme)‏ (مواليد 11 سبتمبر 1987 في سينس - فرنسا) لاعب كرة قدم فرنسي يلعب حاليا لصالح نادي الدرجة الأولى نادي بوردو الفرنسي منذ 2006 في مركز الوسط المدافع .

## روابط خارجية
- كليمينت شانتوم على موقع الاتحاد الأوربي (الإنجليزية)
- كليمينت شانتوم على موقع رابطة كرة القدم الفرنسية للمحترفين (الإنجليزية)
- كليمينت شانتوم على موقع إي إس بي إن إف سي (الإنجليزية)
- كليمينت شانتوم على موقع قاعدة بيانات كرة القدم.إي يو (الإنجليزية)
- كليمينت شانتوم على موقع ليكيب (الفرنسية)
- كليمينت شانتوم على موقع ناشيونال فوتبول تيمز (الإنجليزية)
- كليمينت شانتوم على موقع Soccerbase.com (لاعب) (الإنجليزية)
- كليمينت شانتوم على موقع Soccerway.com (الإنجليزية)
- كليمينت شانتوم على موقع عالم كرة القدم.نت (الإنجليزية)
- كليمينت شانتوم على موقع AS.com (الإسبانية)